# Eddie Skoller
Edward "Eddie" Ralf Skoller (født 4. juni 1944 i St. Louis, Missouri, USA, død 27. august 2023 på Rigshospitalet i København) var en dansk-amerikansk entertainer.
Eddie Skoller havde en svenskfødt mor og en russiskfødt jødisk far. Fra 1950 boede han i Danmark, blev student fra Stenhus Kostskole 1963 og derefter uddannet økonom fra Handelshøjskolen i København 1966. Han fik job på Danfoss på Als, og var senere tre år i Bladkompagniet, men hans drøm var at blive entertainer. 1968 underskrev han sin første kontrakt og deltog i et show på DR, og debuterede i Tivolis Vise Vers-Hus med eget show i 1969.
Eddie Skoller er kendt for sange som "I Middelhavet sardinen svømmer", "What Did You Learn In School Today" og "En Enkel Sang Om Frihed". Han havde en række meget populære soloshows i 1980'erne og meget tidligt i 90'erne, og spillede tillige rollen som pianisten Leo Mathisen i filmen Take it Easy (1986).

## Diskografi
- 1969 Sardinen Svømmer og Andre Sange
- 1971 Facetter
- 1974 Musik blev mit liv
- 1977 En aften med Eddie Skoller
- 1979 Hugo og De Andre
- 1980 What did You Learn in School Today
- 1981 Eddie Skoller og hans 6-strengs Ènmands Band
- 1984 Eddie Skoller og Byens Bedste Backing Band
- 1986 Take it Easy (soundtrack fra filmen)
- 1990 Hugo's Home History
- 1991 Skoller på CD
- 1994 Eddie's Bedste
- 1995 Skoller i Tivoli
- 2006 Eddie Skoller Best Of

## Filmografi
- 1971 Hovedjægerne
- 1986 Take it Easy
- 2003 Kvinnen i mitt liv
- 2006 Klovn
- 2009 Manden med de gyldne ører

## Privatliv
Eddie Skoller var i perioden fra 1966 til 1975 gift med Pia Persson. De fik to døtre sammen.
Fra 1983 til 1990 var han gift med skuespilleren Lisbet Lundquist, med hvem han fik en datter.
I 1993 giftede Skoller sig med den 25 år yngre norske sangerinde Sissel Kyrkjebø og fik endnu to døtre. Parret gik fra hinanden i 2004.
Fra 2007 og til sin død dannede han par med forfatter og art director Dorrit Christina Elmquist. Parret blev gift i 2016.